# Gertrud Hermes
Gertrud Antonie Hermes (* 23. September 1872 in Berlin; † 26. Januar 1942 ebenda) war eine deutsche Pädagogin und Volkshochschulheimgründerin, die sich sowohl praktisch als auch theoretisch mit der Jugend-, Erwachsenen- und Arbeiterbildung beschäftigte.

## Leben
Gertrud Hermes wuchs als letztes von sieben Kindern des Oberkonsistorialrats (und späteren Präsidenten) im Evangelischen Oberkirchenrat, Ottomar Hermes, in einer preußischen Beamtenfamilie auf und begann 1890 eine Lehrerinnenausbildung. Ein Streik der Berliner Konfektionsarbeiterinnen 1896, der einen nachhaltigen Eindruck hinterließ, führte sie zur Beschäftigung mit Arbeiterbildungsfragen. Doch zunächst wurde sie Lehrerin an einer höheren Mädchenschule in Berlin (1900–1908). Nach einer schweren Krankheit trat sie 1909 in den Gewerkverein der Heimarbeiterinnen von Berlin ein, in dem sie von 1909 bis 1912 die Leitung einer Zahlstelle übernahm. 1912–1914 folgte der Besuch volkswirtschaftlicher Seminare von Max Sering.
Zu dieser Zeit gelangte sie zu der Erkenntnis, dass eine Christliche Gewerkschaft nicht die angemessene Form des gesellschaftlichen Kampfes der Städtische Arbeiterschaft sein könne.
1921 leitete Hermes den ersten Frauenkurs in Dreißigacker. Die teilnehmerinnenorientierte Veranstaltung bot Unterricht in den Fächern Volkswirtschaft, Soziologie, Politik, Philosophie, Religion und Kunst. 1922 wurde sie Fachreferentin in den Leipziger Bücherhallen. Kurz danach wurde sie Mitarbeiterin von Hermann Heller und damit eine wichtige Persönlichkeit der Leipziger Richtung.
Ab 1923 gründete sie mehrere Volkshochschulheime in Leipzig. Die sogenannte Schule der Arbeit hat dabei besondere Bedeutung, weil sie als eines der ersten Gebäude gilt, was extra für Zwecke der Erwachsenenbildung gebaut wurde und hier mehrere Verbindungen zwischen Bauhaus und Erwachsenenbildung sichtbar werden. Als Volkswirtschaftsdozentin wurde sie die erste Wanderlehrerin, angestellt von der Volkshochschule Thüringen.
Befreundet war Hermes mit Adolf Reichwein und Gustav Radbruch. Teile des Briefwechsels finden sich im Nachlass von Gustav Radbruch an der Universität Heidelberg.
1927 nahm sie an den Hohenrodter Gesprächen teil.
Gertrud Hermes stand auf der Liste verbotener Autoren während der Zeit des Nationalsozialismus.

## Schriften (Auswahl)
- Die geistige Gestalt des marxistischen Arbeiters und die Arbeiterbildungsfrage. Tübingen: J. C. B. Mohr (P. Siebeck) 1926
- Rote Fahne in Not. Jena 1929